# پولسکا سکاکاویتسا
پولسکا سکاکاویتسا (به بلغاری: Polska Skakavitsa) یک منطقهٔ مسکونی در بلغارستان است که در شهرستان کیوستندیل واقع شده‌است.